# Проценко Олександр Костянтинович
Олександр Костянтинович Проценко (нар. 1 січня 1940, Будьонновськ, Орджонікідзевський край, РРФСР — пом. квітень 1994) — радянський футболіст, нападник.

## Життєпис
Перший матч у командах майстрів провів 26 вересня 1959 року за «Молдову» (Кишинів) у виїзному матчі чемпіонату СРСР проти «Шахтаря» (0:2). За два сезони зіграв 16 матчів, відзначився 3-ма голами. Надалі виступав за команди нижчих ліг «Харчовик»/«Лучаферул» Тирасполь (1962-1964), «Зірка» Кіровоград (1965), «Молдова»/«Авинтул» (1965-1967), «Автомобіліст» Житомир (1968).
У 1969-1971 роках - гравець, тренер у клубі КФК «Політехнік» (Кишинів). У 1976-1988 - начальник команди «Ністру»
Був головним тренером Спорткомітету Молдавської РСР.
Загинув 1994 року.
Син В'ячеслав також футболіст.